# Perizoma odontata
Perizoma odontata là một loài bướm đêm trong họ Geometridae.